# القبطان فيليبس
القبطان فيليبس (بالإنجليزية: Captain Phillips)‏ هو فيلم حركة وإثارة أمريكي 2013 من إخراج بول غرينغراس وبطولة توم هانكس وبرخد عبدي. الفيلم يروي عملية اختطاف ميرسك ألاباما وهي قصة حقيقية وسيرة ذاتية للقبطان ريتشارد فيليبس الذي أستولى قراصنة صوماليين على سفنيته بقيادة قائدهم عبد الولي موسى في 2009.
سيناريو الفيلم كتبه بيلي راي ومستوحى عن كتاب "واجب القبطان: قراصنة صوماليون، وحدة العمليات الخاصة في البحرية الأمريكية (SEAL) وأيام خطرة في البحر" لريتشارد فيليبس وستيفان تالتي. جرى تصوير الفيلم في مالطا. عرض الفيلم لأول مرة في مهرجان نيويورك السينمائي وتلقى مراجعات عظيمة من النقاد الذين مدحوا الإخراج والكتابة والتصوير السينمائي وأكثر خصوصاً، أداء توم هانكس. العديد من النقاد وصفوا الفيلم بأنه عودة حقيقة لتوم هانكس، وقالوا أنه أفضل أداء له منذ كاست أوي. ورُشّح الفيلم لنيل ست جوائز أوسكار من بينها جائزة أفضل فيلم وجائزة أفضل ممثل مساعد والتي قد تذهب إلى برخد عبدي. صدر الفيلم في 11 أكتوبر، 2013 في الولايات المتحدة وفي 31 أكتوبر في الشرق الأوسط، عدا مصر في 30 أكتوبر.

## القصة
يروي الفيلم قصة قبطان لسفينة محملة بالبضائع، يشق طريقة في المحيط. بالقرب من القرن الأفريقي، يقع تحت الأسر من قبل قراصنة مسلحين. يحاول جاهداً كونه القبطان أن يخرج من الموقف بدون أن يحدث أي مكروه لطاقمه، ولكن المشكلة بأن الطاقم وهو غير معتادين على ذلك، ولم يوقع أحد منهم لهذا العمل وهو يعرف أنه قد يقع تحت الأسر من قبل قراصنة!. فهم مجرد مواطنين يبحثون عن عمل وتوفير للقمة عيشهم وليس معهم أسلحة تحميهم من القراصنة بعكس أعدائهم. الآن هم في ورطة، مالذي سيفعلونه مع هؤلاء القراصنة الغاضبين، فلا مجال للمحاورة والخوف يملأ قلوبهم جميعاً، مالذي سيفعله فيلبس (هانكس)، موقف صعب والأكثر من رائع هو أن القصة واقعية فعلاً ولذلك فهذا يعطيها طابع إثارة أقوى من كونها فيلم مكتوب ومؤلف.

## طاقم التمثيل
- توم هانكس بدور القبطان ريتشارد فيليبس وهو قبطان سفينة مايرسك ألاباما لنقل البضائع.
- برخد عبدي بدور عبد الولي موسى وهو قائد القراصنة.
- فيصل أحمد بدور ناجي وهو أحد القراصنة.
- مايكل تشيرنوس بدور شين مورفي وهو المساعد الأول للقبطان.
- كاثرين كينر بدور أنديريا فيليبس وهي زوجة الكابتن فيليبس.

## ردود النقاد
حصل الفيلم على استحسان عالمي. فحصل على تقيم 93 بالمئة في موقع الطماطم الفاسدة بناءً على 235 مراجعة مع «شهادة ناضج» بالإضافة إلى معدل 8.3 من 10. أما موقع ميتاكريتيك فيعطي للموقع معدل 83/100 بناءً على 48 مراجعة.

## مقالات ذات صلة
- اختطاف ميرسك ألاباما.

## وصلات خارجية
- الموقع الرسمي
- القبطان فيليبس على موقع IMDb (الإنجليزية)
- القبطان فيليبس على موقع ميتاكريتيك (الإنجليزية)
- القبطان فيليبس على موقع الموسوعة البريطانية (الإنجليزية)
- القبطان فيليبس على موقع روتن توميتوز (الإنجليزية)
- القبطان فيليبس على موقع نتفليكس (الإنجليزية)
- القبطان فيليبس على موقع قاعدة بيانات الأفلام العربية
- القبطان فيليبس على موقع ألو سيني (الفرنسية)
- القبطان فيليبس على موقع أول موفي (الإنجليزية)
- القبطان فيليبس على موقع بوكس أوفيس موجو (الإنجليزية)
- القبطان فيليبس على موقع فيلمافينيتي (الإسبانية)
- القبطان فيليبس في قاعدة بيانات الأفلام العربية